# Semicossyphus reticulatus
Semicossyphus reticulatus е вид лъчеперка от семейство Labridae.

## Разпространение
Видът е разпространен в Китай, Северна Корея, Южна Корея и Япония.